# Pardosa datongensis
Pardosa datongensis là một loài nhện trong họ Lycosidae.
Loài này thuộc chi Pardosa. Pardosa datongensis được Chang-Min Yin, Peng & Joo-Pil Kim miêu tả năm 1997.